# Collège Prince of Wales
Le Collège Prince of Wales (Prince of Wales College) (PWC) est un ancien collège universitaire, qui était situé à Charlottetown, Île-du-Prince-Édouard, Canada. PWC fut fusionné avec l'Université Saint Dunstan en 1969 pour créer l'Université de l'Île-du-Prince-Édouard.
PWC trace son histoire depuis 1804 quand un terrain fut réservé par le lieutenant-gouverneur Edmund Fanning pour un collège - le premier de la colonie. En 1821, une école de district appelée l'École Nationale ouvrit sur un site situé à la rue Kent dans l'est de Charlottetown.  En 1835, Central Academy ouvrit sur un site le long de la rue Grafton, immédiatement au sud de l'École Nationale. L'École Nationale fermât au début des années 1850 et l'École Normale provinciale de formation des enseignants ouvrit ses portes en 1856.
En 1860, le Central Academy fut modernisé et renommé le Collège Prince of Wales (PWC) en honneur de la visite dans la colonie du Prince de Galles (Prince of Wales), qui deviendrait le Roi Édouard VII. En 1879, PWC devint mixte et l'École Normale fut fusionnée dans l'institution.  Un agrandissement significatif eut lieu à la fin des années 1920 et au début des années 1930 quand un nouveau campus en briques et pierres fut bâti sur le site original du campus PWC.  Ferdinand Herbert Marani, architecte chez Marani & Paisley conçut le nouveau campus qui ouvrit en 1932.  PWC restât un collège non dénominationnel qui donnait une éducation comparable aux collèges du Québec d'aujourd'hui, comme l'examen d'aptitude à l'enseignement supérieur, et une ou plusieurs années d'université. Ce fut le caractère non dénominationnel du Collège Prince of Wales qui conduisit de nombreux catholiques à qualifier l'école de "protestante". De nombreuses femmes catholiques fréquentèrent le Collège malgré cette réputation, car elles étaient interdites d'entrée à l'Université Saint Dunstan qui était réservée aux hommes. Ce fut seulement en 1965 que le gouvernement provincial établit une charte permettant au Collège Prince of Wales de délivrer des diplômes, et les premiers diplômes de Baccalauréat universitaire furent attribués au printemps 1969.
PWC eut plusieurs administrateurs de grande importance pour le corps enseignant de l'Île-du-Prince-Édouard :
- Dr Alexander Anderson fut professeur (1862–1868) et principal de PWC (1868–1901) ; il influença plusieurs insulaires, comme Lucy Maud Montgomery.
- Dr Samuel Napier Robertson (1869–1937) fut professeur et devint principal de PWC (1901-1937) quand Anderson devint membre de la fonction publique provinciale[3].
- Dr Frank MacKinnon fut professeur (1919–1937) et fut le dernier principal de PWC quand l'institution fut dissoute en 1969.

PWC imposait des standards académiques élevés à ses étudiants et, dans les années 1910, l'Université McGill entama des pourparlers pour intégrer PWC comme son équivalent de la côte atlantique à l'Université de Victoria, que McGill avait aussi aidé à s'établir et à se développer.  Un schéma directeur prévoyait de quadrupler la taille du campus de PWC de la rue Grafton, pour y inclure presque toute la partie est du centre-ville de la Charlottetown actuelle; le campus projeté de PWC-McGill devait être construit entre les rues Grafton, Prince, Kent et Edward dans un développement massif de la communauté.
Les plans ne se réalisèrent pas, et à partir des années 1960 le gouvernement provincial lança une étude critique sur les institutions d'éducation post-secondaire (PWC et SDU), dont la conclusion prônait de les fusionner pour créer une université provinciale, qui servirait le modèle de fonctionnement et de financement pour les futurs étudiants. La fusion causa des controverses, car les émotions étaient fortes de la part des défenseurs des deux institutions, cependant, en mai 1969, les dernières classes de PWC et SDU obtinrent leurs diplômes, et les institutions furent fusionnées dans l'Université de l'Île-du-Prince-Édouard qui fut ouverte pour la première fois en septembre 1969 sur l'ancien campus de SDU. Le campus de PWC de la rue Grafton fut repris par le gouvernement provincial et devint le campus de Charlottetown pour le nouveau collège communautaire provincial nommé Collège Holland.

## Source
- (en) Cet article est partiellement ou en totalité issu de l’article de Wikipédia en anglais intitulé « Prince of Wales College » (voir la liste des auteurs).